# Acianthera rostellata
Acianthera rostellata là một loài phong lan.

## Hình ảnh

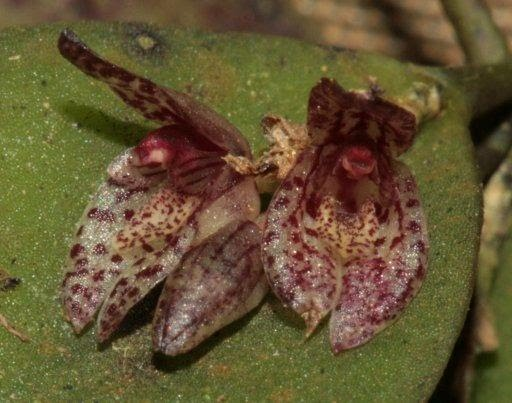
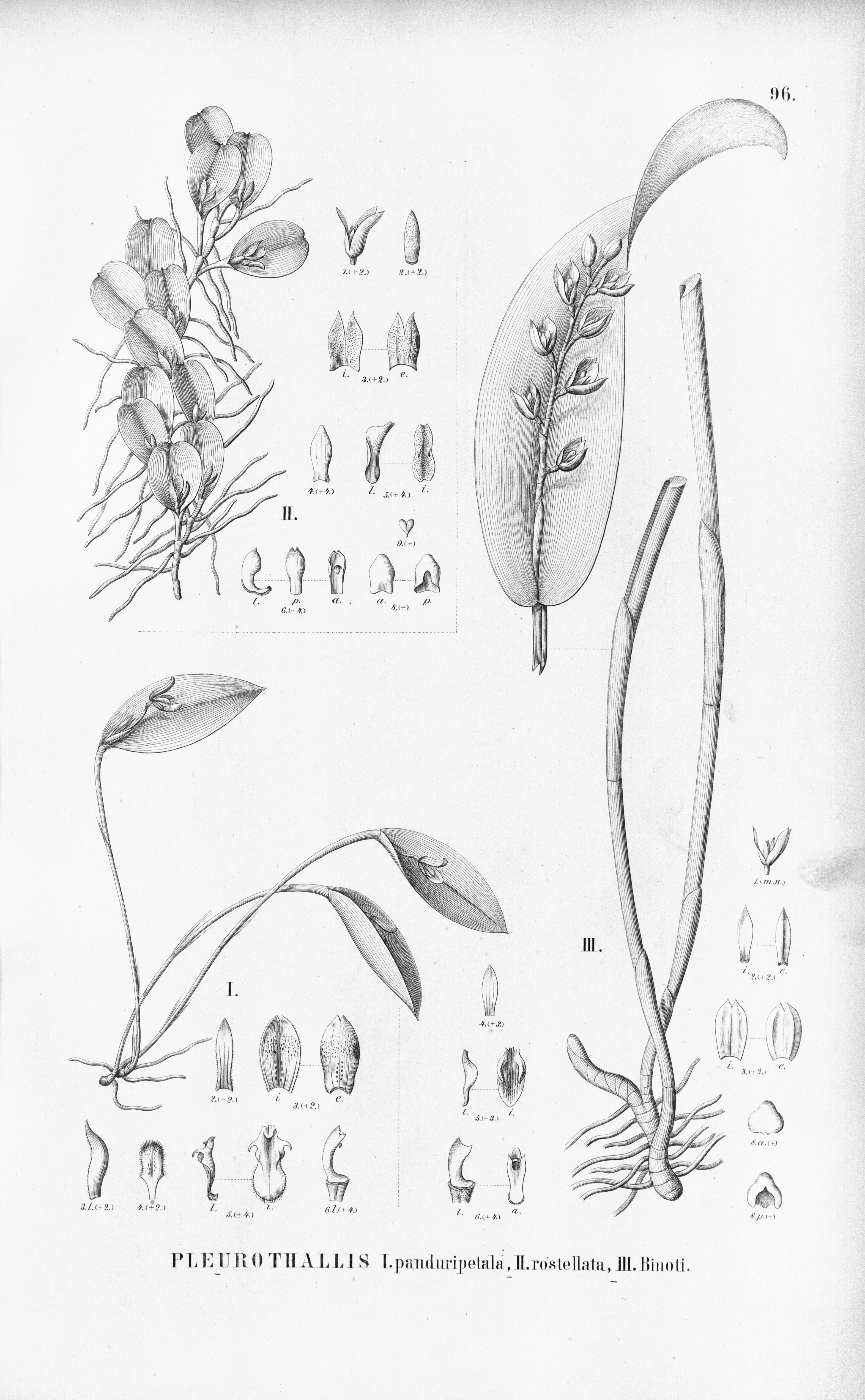